# Animágus
Az animágus olyan varázsló a Harry Potter történetekben, aki fel tudja venni egy bizonyos állat formáját. Nem kötelezheti semmi az alak felvételére, azt tetszőlegesen használja. Szemben a könyvekben szereplő legtöbb varázslattal, az animágusok átalakulásához nem szükséges varázspálca. A vérfarkas-kórral ellentétben ez az átalakulás viszonylag fájdalommentesen megy végbe, és nem jár vér, vagy egyéb testnedvek hátrahagyásával. A tanult varázsló bármikor fölveheti az állatalakját, a tudatát azonban megőrzi közben, tiszta gondolkodásra és megfontolt döntéshozatalra is képes. Ezzel szemben a vérfarkas átalakulása után teljesen elveszti emberi mivoltát. Az animágia elsajátítása bonyolult és hosszadalmas folyamat; a helytelenül végrehajtott átváltozás borzalmas következményekkel járhat.
A Mágiaügyi Minisztériumban a Varázshasználati Főosztályon minden animágusról van egy feljegyzés, ami megmutatja, hogy ki az a személy, mivé tud változni és mik az ismertetőjegyei. Minden animágus csak egy bizonyos állattá alakulhat át. Eredeti alakjában az animágus egyszerű varázsló, esetleg a tehetségesebbek megőrizhetik néhány állati tulajdonságukat is, például a jobb szaglást vagy élesebb hallást.
Azért nem tanulják sokan az animágiát, mert az hosszú ideig tart, és úgy gondolják, hasznosabban is eltölthetik az idejüket.

## Ismert animágusok
Sirius Black (egy hatalmas kutya formájában tud megjelenni), Peter Pettigrew (patkány formájában tud megjelenni. Tizenkét évig Ron Weasley patkányaként élt Makesz néven) és James Potter  (szarvas formájában tud megjelenni) barátjuk kedvéért és heccből sajátítják el ezt a varázslatot, hiszen Remus Lupin vérfarkas, s csak állat formájában lehetnek biztonságban mellette teliholdkor.
Másik fontos animágus Minerva McGalagony, a Griffendél ház vezetője (később a Roxfort igazgatója), ő egy macska alakját tudja felvenni, s az első animágus, akit megismerünk a sorozatban.
Rita Vitrol is animágus, erre Hermione jön rá, s ezzel zsarolja a negyedik kötet végén, valamint az ötödik kötetben, mikor ráveszi a nőt, hogy normális interjút készítsen Harryvel.
A Bogar bárd meséiben a Nyiszi nyuszi és a Locsifecsi fatönkben a főhősnő át tud alakulni nyúllá.